# Ludwig Müller
 Ikke at forveksle med Ludvig Müller.
Johann Heinrich Ludwig Müller (født 23. juni 1883 i Gütersloh, død 31. juli 1945 i Berlin, formodentlig selvmord) var under nationalsocialismen rigsbiskop, Reichsbischof, i Deutsche Evangelische Kirche og en af de førende skikkelser i Deutsche Christen der propaganderede for en syntese mellem kristendommen og nationalsocialismen.
Hans bekendtskab med Hitler sikrede ham valget som rigsbiskop som han blev indviet til september 1933. Hans embedsførelse blev hurtigt omstridt og medvirkede til dannelsen af den kirkelige oppositionsbevægelse. Müller mistede efterhånden partiets støtte og 1935 også reele beføjelser ved udnævnelsen af en rigskirkeminister, Hanns Kerrl.